# كأس ملك إسبانيا 1912
كأس ملك إسبانيا 1912 (بالإسبانية: Copa del Rey de Fútbol 1912) هو موسم من كأس ملك إسبانيا. أقيم خلال الفترة 31 مارس 1912 وحتى 7 أبريل 1912، وفاز فيه نادي برشلونة.